# Hugo Tetrode
Hugo Martin Tetrode (Amsterdam, 7 maart 1895 - Amstelveen, 18 januari 1931) was een Nederlands natuurkundige op het gebied van de kwantummechanica en statistische mechanica.
Vernoemd naar Tetrode zijn:
- De Sackur-Tetrodevergelijking
- De Tetrode-tensor
- Fokker-Tetrode-dynamica

## Werk
Tetrode schreef, te beginnen op zeventienjarige leeftijd, enkele belangrijke artikelen over kwantummechanica en statistische mechanica die gepubliceerd werden in het Zeitschrift für Physik.
Vanuit Amsterdam correspondeerde hij met Albert Einstein, Hendrik Lorentz, Paul Dirac en Paul Ehrenfest over kwantummechanica.
Tetrode ontwikkelde de Sackur-Tetrodevergelijking, een kwantummechanische uitdrukking van de entropie van een ideaal gas. Otto Sackur (1880-1914) en Tetrode ontwikkelden deze vergelijking onafhankelijk van elkaar.
In zijn artikel uit 1922 kwam Tetrode met een originele benadering van de kwantummechanica, waarin de vooruitlopende golfoplossingen niet zoals gebruikelijk werden verwaarloosd. Later werd dit idee opgenomen door John Wheeler en Richard Feynman in hun absorber theory.
In 1928 generaliseerde hij in twee artikelen de theorie van Paul Dirac in relativistische zin, waardoor de energie-impuls-tensor ook wel Tetrode tensor genoemd wordt.

## Leven
Hugo Tetrode was een telg uit het in 1913 in het Nederland's Patriciaat opgenomen geslacht Tetrode. Hij was de oudste van de drie kinderen van Pieter Johan Conrad Tetrode (1863-1955), directeur van De Nederlandsche Bank van 1919 tot 1934, en Charlotta Louisa Gildemeester (1864-1942). Tetrode werd geboren aan de Verlengde Vondelstraat 14, destijds in de gemeente Nieuwer-Amstel, nu Vondelstraat 138 in Amsterdam. Als kind woonde hij aan Keizersgracht 573 en Herengracht 526. In 1911 deed hij staatsexamen middelbare school.
Tetrode vertrok in 1911 naar Duitsland om aan de Universiteit van Leipzig wiskunde, natuurkunde en scheikunde te studeren, maar keerde een jaar later weer terug naar Amsterdam. In 1912, op 17-jarige leeftijd, publiceerde hij zijn eerste wetenschappelijke artikel in de Annalen der Physik.
Tetrode leidde een teruggetrokken leven. Het verhaal gaat dat Einstein en Ehrenfest hem eens in Amsterdam kwamen opzoeken, maar bij de voordeur werden weggestuurd door een dienstbode met de mededeling "Meneer ontvangt niet."
Hij stierf op 35-jarige leeftijd, ongehuwd, aan een tuberculose-infectie.

## Publicaties
- Die chemische Konstante der Gase und das elementare Wirkungsquantum, Annalen der Physik 38 (1912) 434-442, correctie Berichtigung zu meiner Arbeit: Die chemische Konstante der Gase und das elementare Wirkungsquantum in nr. 39 (1912) 255-256[4]
- Bemerkungen über die Energieeinhalt einatomiger Gase und über die Quantentheorie für Flüssigkeiten, Physikalische Zeitschrift 14 (1913) 212
- Theoretical determination of the entropy constant of gases and liquids, Proc. Sect. Sci. Koninklijke Nederlandse Akademie Wet. Ser. B 17 (1914/1915) 1167-1184[5]
- Über den Wirkungszusammenhang der Welt. Eine Erweiterung der Klassischen Dynamik, Zeitschrift für Physik 10 (1922) 317-328[6]
- Der Impuls-Energiesatz in der Diracschen Quantentheorie des Elektrons, Zeitschrift für Physik 49 (1928) 858-864[7]
- Allgemein-relativistische Quantentheorie des Elektrons, Zeitschrift für Physik 50 (1928) 336-346[8]